# Райнер Гойгабель
Райнер Гойгабель (нім. Reiner Heugabel; нар. 5 лютого 1963, Монгайм-ам-Райн, Північний Рейн-Вестфалія, Західна Німеччина) — німецький борець вільного стилю, срібний призер чемпіонату світу серед молоді, чемпіон світу серед військовослужбовців, чемпіон, дворазовий срібний та триразовий бронзовий призер чемпіонатів Європи, учасник трьох Олімпійських ігор.

## Життєпис
Боротьбою почав займатися з 1972 року.
Виступав за спортивний клуб AC Гольдбах. Тренер — Герхард Вейзенбергер.
Чемпіон Німеччини 1980 та 1982—1990 років, срібний призер 1991—1996 років.

## Спортивні результати на міжнародних змаганнях

### Виступи на Олімпіадах
| Змагання                    | Збірна    | Вагова категорія          | Місце |
| --------------------------- | --------- | ------------------------- | ----- |
| Літні Олімпійські ігри 1984 | Німеччина | вільна боротьба, до 48 кг | 5     |
| Літні Олімпійські ігри 1988 | Німеччина | вільна боротьба, до 48 кг | 5     |
| Літні Олімпійські ігри 1992 | Німеччина | вільна боротьба, до 48 кг | 6     |

### Виступи на Чемпіонатах світу
| Змагання                        | Збірна    | Вагова категорія          | Місце |
| ------------------------------- | --------- | ------------------------- | ----- |
| Чемпіонат світу з боротьби 1985 | Німеччина | вільна боротьба, до 48 кг | 5     |
| Чемпіонат світу з боротьби 1987 | Німеччина | вільна боротьба, до 48 кг | 4     |
| Чемпіонат світу з боротьби 1989 | Німеччина | вільна боротьба, до 48 кг | 8     |
| Чемпіонат світу з боротьби 1990 | Німеччина | вільна боротьба, до 48 кг | 4     |
| Чемпіонат світу з боротьби 1991 | Німеччина | вільна боротьба, до 48 кг | 4     |
| Чемпіонат світу з боротьби 1993 | Німеччина | вільна боротьба, до 48 кг | 6     |

### Виступи на Чемпіонатах Європи
| Змагання                         | Збірна    | Вагова категорія          | Місце  |
| -------------------------------- | --------- | ------------------------- | ------ |
| Чемпіонат Європи з боротьби 1984 | Німеччина | вільна боротьба, до 48 кг | 4      |
| Чемпіонат Європи з боротьби 1985 | Німеччина | вільна боротьба, до 48 кг | 4      |
| Чемпіонат Європи з боротьби 1986 | Німеччина | вільна боротьба, до 48 кг | Срібло |
| Чемпіонат Європи з боротьби 1987 | Німеччина | вільна боротьба, до 48 кг | 4      |
| Чемпіонат Європи з боротьби 1988 | Німеччина | вільна боротьба, до 48 кг | 5      |
| Чемпіонат Європи з боротьби 1989 | Німеччина | вільна боротьба, до 48 кг | Бронза |
| Чемпіонат Європи з боротьби 1990 | Німеччина | вільна боротьба, до 48 кг | Бронза |
| Чемпіонат Європи з боротьби 1991 | Німеччина | вільна боротьба, до 48 кг | Золото |
| Чемпіонат Європи з боротьби 1992 | Німеччина | вільна боротьба, до 48 кг | Бронза |
| Чемпіонат Європи з боротьби 1993 | Німеччина | вільна боротьба, до 48 кг | 4      |
| Чемпіонат Європи з боротьби 1994 | Німеччина | вільна боротьба, до 48 кг | Срібло |
| Чемпіонат Європи з боротьби 1995 | Німеччина | вільна боротьба, до 48 кг | 6      |
| Чемпіонат Європи з боротьби 1996 | Німеччина | вільна боротьба, до 48 кг | 9      |

### Виступи на Чемпіонатах світу серед військовослужбовців
| Змагання                                                  | Збірна    | Вагова категорія          | Місце  |
| --------------------------------------------------------- | --------- | ------------------------- | ------ |
| Чемпіонат світу з боротьби серед військовослужбовців 1988 | Німеччина | вільна боротьба, до 52 кг | Золото |

### Виступи на Всесвітніх іграх військовослужбовців
| Змагання                                | Збірна    | Вагова категорія          | Місце |
| --------------------------------------- | --------- | ------------------------- | ----- |
| Всесвітні ігри військовослужбовців 1995 | Німеччина | вільна боротьба, до 48 кг | 5     |

### Виступи на інших змаганнях
| Змагання                                      | Збірна    | Вагова категорія          | Місце  |
| --------------------------------------------- | --------- | ------------------------- | ------ |
| Чемпіонат Європейського ринку з боротьби 1981 | Німеччина | вільна боротьба, до 48 кг | Золото |
| Гран-прі Німеччини з боротьби 1984            | Німеччина | вільна боротьба, до 48 кг | Бронза |
| Гран-прі Німеччини з боротьби 1985            | Німеччина | вільна боротьба, до 48 кг | 4      |
| Гран-прі Німеччини з боротьби 1986            | Німеччина | вільна боротьба, до 48 кг | 5      |
| Гран-прі Німеччини з боротьби 1987            | Німеччина | вільна боротьба, до 48 кг | Золото |
| Гран-прі Німеччини з боротьби 1988            | Німеччина | вільна боротьба, до 48 кг | Золото |
| Гран-прі Німеччини з боротьби 1989            | Німеччина | вільна боротьба, до 48 кг | Бронза |
| Гран-прі Німеччини з боротьби 1990            | Німеччина | вільна боротьба, до 48 кг | Бронза |
| Гран-прі Німеччини з боротьби 1992            | Німеччина | вільна боротьба, до 48 кг | Золото |
| Чемпіонат Південної Америки з боротьби 1993   | Німеччина | вільна боротьба, до 48 кг | Срібло |
| Гран-прі Німеччини з боротьби 1993            | Німеччина | вільна боротьба, до 48 кг | Бронза |
| Гран-прі Німеччини з боротьби 1994            | Німеччина | вільна боротьба, до 48 кг | Бронза |

### Виступи на змаганнях молодших вікових груп
| Змагання                                       | Збірна    | Вагова категорія          | Місце  |
| ---------------------------------------------- | --------- | ------------------------- | ------ |
| Чемпіонат світу з боротьби серед молоді 1983   | Німеччина | вільна боротьба, до 48 кг | Срібло |
| Чемпіонат Європи з боротьби серед юніорів 1980 | Німеччина | вільна боротьба, до 48 кг | 5      |